# Igarassu
Igarassu is een gemeente in de Braziliaanse deelstaat Pernambuco. De gemeente telt 115.398 inwoners (schatting 2017).

## Verkeer en vervoer
De plaats ligt aan de noord-zuidlopende weg BR-101 tussen Touros en São José do Norte. Daarnaast ligt ze aan de wegen PE-014 en PE-035.